# 马雪征
马雪征（1953年—2019年8月31日），女，天津人。中国企业家，投资家。

## 生平
1976年毕业于北京师范学院（现首都师范大学）英文专业，获得文学学士学位。1981年，获得奖学金赴英国伦敦国王学院修读英国文学。此后主要负责中国科学院国际合作局的合作项目，也曾给邓小平等国家领导人做过翻译。1990年获聘香港联想公司总经理助理，之后曾担任执行董事、高级副总裁兼首席财务官等职务。
从2001年以来，她多次步入美国《财富》杂志公布的“全球商界女性50强”名单。2002年获《亚洲金融》杂志选为最佳首席财务官，同年获选“香港杰出女企业家”。2004年获香港特别行政区政府委任为数码与信息科技策略咨询委员会委员。
2007年9月正式宣布从联想退休，做美国TPG資本合伙人。2010年辞去在TPG的职务，帮助创办了私募股权基金“博裕资本”。2013年11月7日调任为非执行董事。2019年8月31日因病去世，享年66岁。